# Badaga
Le badaga est une langue dravidienne, parlée par environ 133 000 Badaga qui vivent  dans les collines de Nilgiri situées dans l'État de Tamil Nadu, en Inde.